# Wolfgang Lüderitz (Komponist)
Wolfgang Lüderitz (* 10. August 1926 in Dudweiler, Saargebiet; † 7. September 2012 in Köln-Porz, Deutschland) war ein deutscher Komponist von Chormusik.

## Leben
Lüderitz wuchs in Wickrathberg bei Mönchengladbach auf, wo er bereits im Alter von 15 Jahren die Kirchenorgel spielte und sich später als Chorleiter betätigte. Es folgte ein Studium an der Kölner Musikhochschule, das er 1951 mit dem Examen als Chorleiter abschloss. Im Anschluss absolvierte er von 1951 bis 1954 ein Studium der Musikwissenschaft an der Universität zu Köln, u. a. unter Karl Gustav Fellerer. Von 1956 bis zu seinem Tod im Jahr 2012 lebte Lüderitz in Köln-Porz, wo er auch als Chorleiter und Kirchenmusiker aktiv war.
Seine ersten Chorkompositionen veröffentlichte Wolfgang Lüderitz im Jahr 1954, an Popularität gewannen seine Werke jedoch in den 1960er Jahren. Mitte der 1980er Jahre hatte er bereits etwa 170 Eigenkompositionen und Bearbeitungen sowohl geistlicher als auch weltlicher Musik veröffentlicht, die von einfachen Strophenliedern bis zu sinfonischen Kantaten reichten. Der Mitteldeutsche Sängerbund ehrte ihn mit der Verleihung der Louis-Spohr-Plakette.